# Список демозаписів Metallica
Список демо записів написаних і записаних американським хеві-метал-гуртом Metallica.

## Whiskey Audition Tape
Ці дві кавер-версії були записані в гаражі тодішнього басиста Рона Макговні під час репетицій у березні 1982 року. Завдяки цьому демо-запису гурт Metallica була запрошена на розігрів перед NWOBHM гуртом Saxon 27 березня 1982 року в лос-анджелеському клубі Whisky a Go Go.
| Track listing | Track listing                                         | Track listing |
| #             | Назва                                                 | Тривалість    |
| ------------- | ----------------------------------------------------- | ------------- |
| 1.            | «Killing Time» (originally performed by Sweet Savage) | 2:36          |
| 2.            | «Let It Loose» (originally performed by Savage)       | 3:11          |
| 5:47          |                                                       |               |

## Ron McGovney's '82 Garage (Демо)
Цей демо-запис також був записаний у гаражі Макговні у березні 1982 року. Хоча демо ніколи не було офіційно випущено, воно широко розповсюджувалося у різних бутлегах. Окрім пісень, перелічених нижче, два інших треки, записані під час різних сесій, що складаються з ідей для написання пісень і різних невиданих рифів, також були широко розповсюджені. Один трек, що складається з рифів та ідей, які згодом стали піснями Metallica і Megadeth, зазвичай називається «Jam», а інший — мелодійна п'єса у виконанні Хетфілда і Макговні, широко відома на YouTube під назвою «Unreleased Kill 'Em All song». Достовірність цих двох треків була підтверджена Макговні під час інтерв'ю для Shock Waves у 1996 році, а також на форумі Metallicabb. No Remorse і Helpless поширювалися на Youtube як демо Whiskey, хоча це не так
| Track listing | Track listing                                       | Track listing |
| #             | Назва                                               | Тривалість    |
| ------------- | --------------------------------------------------- | ------------- |
| 1.            | «Hit the Lights»                                    | 4:20          |
| 2.            | «Jump in the Fire»                                  | 4:25          |
| 3.            | «Sucking My Love» (спочатку виконано Diamond Head)  | 6:43          |
| 4.            | «The Prince» (originally performed by Diamond Head) | 5:01          |
| 5.            | «Am I Evil?» (oспочатку виконано Diamond Head)      | 7:44          |
| 6.            | «Helpless» (спочатку виконано Diamond Head)         | 6:14          |
| 7.            | «No Remorse»                                        | 5:36          |
| 40:03         |                                                     |               |

Учасники Запису
- Джеймс Гетфілд — вокал, ритм-гітара
- Ларс Ульріх — ударні
- Дейв Мастейн — соло-гітара, бек-вокал
- Рон МакГовні — бас

## Power Metal (Демо)
Power Metal — це назва демо, записаного десь у квітні 1982 року. Хоча демо так і не було офіційно випущено, воно вийшло під назвою «Power Metal» на честь слогану, який Макговерн надрукував на перших візитних картках Metallica. Касета містила чотири оригінальні пісні, включаючи дві нові, «The Mechanix», написану Дейвом Мастейном, і «Motorbreath», написану Джеймсом Хетфілдом. Як і всі попередні демо, вона також була записана в гаражі Макговерна. 1. Hit the Lights (Гетфілд, Ульріх) — 4:18
2. Jump in the Fire (Мастейн)- 3:55
3. The Mechanix (Мастейн) — 4:47
4. Motorbreath (Гетфілд) — 3:23
Учасники Запису
- Джеймс Гетфілд — вокал, ритм-гітара
- Ларс Ульріх — ударні
- Дейв Мастейн — соло-гітара, бек-вокал
- Рон МакГовні — бас
- «The Mechanix» — це оригінальна версія «The Four Horsemen», яка пізніше з'явилася в дебютному альбомі Metallica 1983 року "Kill 'Em All ". Мастейн також включив перероблену версію пісні під простою назвою «Mechanix» до дебютного альбому Megadeth 1985 року Killing Is My Business... and Business Is Good!.

## No Life 'Til Leather (Демо)
No Life 'Til Leather був записаний 6 липня 1982 року. Це найбільш тиражована демо-касета Metallica. Всі треки є ранніми записами пісень, які пізніше з'являться на дебютному альбомі гурту Kill 'Em All. Єдині пісні з Kill 'Em All, які не увійшли до касети — це басове соло Кліффа Бертона «(Anesthesia) Pulling Teeth», «Whiplash», «No Remorse» і «The Four Horsemen» (див. примітки вище). Невідомо, чому «No Remorse» не з'явилася на попередньому демо. Назва демо походить від першого рядка пісні "Hit the Lights
Демо було перевидано двічі неофіційно, спочатку під назвою Metallica: Bay Area Thrashers, і спочатку стверджувалося, що це живий бутлеґ-запис Metallica, проте всі «живі» звуки були додані з різних джерел, включаючи відеокліп Metallica «Cliff 'Em All». Незабаром це було виявлено Metallica, і всі копії були вилучені з магазинів. Демо було перевидано вдруге під назвою Metallica: In the Beginning… Live, що не містив явних відмінностей від Metallica: Bay Area Thrashers.
У березні 2015 року Metallica оголосили, що випустять «No Life 'Til Leather» на лімітованій касеті до Дня музичних магазинів.
Як сказав Ларс Ульріх в інтерв'ю журналу Rolling Stone: "Для нас настав час випустити кілька перевидань наступного рівня і виконати пісню і танець каталогу, як це робили всі інші: U2, Led Zeppelins і Oasis […] Замість того, щоб почати з Kill 'Em All у 1983 році, ми вирішили повернутися ще на два роки назад, коли гурт був створений у 1981 році.
| 1. | «Hit the Lights»   | 4:18 |
| 2. | «The Mechanix»     | 4:28 |
| 3. | «Motorbreath»      | 3:18 |
| 4. | «Seek & Destroy»   | 4:55 |
| 5. | «Metal Militia»    | 5:17 |
| 6. | «Jump in the Fire» | 3:51 |
| 7. | «Phantom Lord»     |      |

 
Учасники Запису
- Джеймс Гетфілд — вокал, ритм-гітара
- Ларс Ульріх — ударні
- Дейв Мастейн — соло-гітара, бек-вокал
- Рон МакГовні — бас
- Кліфф Бертон зазначений на внутрішній стороні демо, але не виступає.

## Live Metal Up Your Ass (Демо альбом)
Альбом «Metal Up Your Ass» був записаний 29 листопада 1982 року в Old Waldorf у Сан-Франциско. На розігріві був гурт Exodus, в якому грав майбутній вокаліст Metallica Кірк Гемметт. Гурт зіграв весь свій оригінальний матеріал (дев'ять пісень), написаний до цього моменту, який включав усі пісні з попереднього демо No Life 'Til Leather і дві нові пісні (які пізніше вийшли на демо Megaforce), всі дев'ять пісень, по суті, склали весь дебютний альбом за вирахуванням басового соло Кліффа «(Anesthesia)-Pulling Teeth». Було зіграно два кавери на пісні Diamond Head, «Am I Evil?» і «The Prince», проте «The Prince» не був записаний, оскільки касета закінчилася до того, як гурт завершив свій виступ..
Назву та обкладинку демо планувалося використати для дебютного студійного альбому гурту, який тепер називався Kill 'Em All. Однак звукозаписна компанія Metallica не дозволила цього. У 1997 році мелодійний панк-гурт 88 Fingers Louie спародіював і назву, і обкладинку альбому, випустивши EP під назвою 88 Fingers Up Your Ass.
| Track listing | Track listing                                       | Track listing |
| #             | Назва                                               | Тривалість    |
| ------------- | --------------------------------------------------- | ------------- |
| 1.            | «Hit the Lights»                                    | 4:15          |
| 2.            | «The Mechanix»                                      | 4:28          |
| 3.            | «Phantom Lord»                                      | 4:59          |
| 4.            | «Jump in the Fire»                                  | 4:40          |
| 5.            | «Motorbreath»                                       | 3:05          |
| 6.            | «No Remorse»                                        | 6:23          |
| 7.            | «Seek & Destroy»                                    | 6:51          |
| 8.            | «Whiplash»                                          | 4:08          |
| 9.            | «Am I Evil?» (originally performed by Diamond Head) | 7:50          |
| 10.           | «Metal Militia»                                     | 5:59          |
| 52:38         |                                                     |               |

Учасники Запису
- Джеймс Гетфілд — вокал, ритм-гітара
- Ларс Ульріх — ударні
- Дейв Мастейн — соло-гітара, бек-вокал
- Рон МакГовні — бас
- Кліфф Бертон зазначений на внутрішній стороні демо, але не виступає.

## Megaforce (Демо реліз)
Демо «Megaforce» було записано 16 березня 1983 року і стало останнім демо-релізом гурту, записаним з Дейвом Мастейном. Стрічка була записана з наміром представити Бертона потенційним лейблам і принесла гурту контракт з Megaforce Records. Він також був зіграний наживо на радіо KUSF FM у Сан-Франциско. Демо містило одну нову пісню, «Whiplash», і «No Remorse». Демо отримало кілька назв, включаючи Megaforce Demo (через те, що отримало контракт з Megaforce), KUSF Demo (через те, що було зіграно на KUSF FM) і Whiplash/No Remorse Demo.
| Track listing | Track listing | Track listing |
| #             | Назва         | Тривалість    |
| ------------- | ------------- | ------------- |
| 1.            | «Whiplash»    | 4:12          |
| 2.            | «No Remorse»  | 5:38          |
| 9:50          |               |               |

Учасники Запису
- Джеймс Гетфілд — вокал, ритм-гітара
- Ларс Ульріх — ударні
- Дейв Мастейн — соло-гітара, бек-вокал
- Кліфф Бертон — бас, бек-вокал

## Демоверсія альбому Ride the Lightning
Демо «Ride the Lightning» було записано 29 жовтня 1983 року. Це був перший демо-запис гурту, в якому брав участь гітарист Кірк Гемметт. Демо містило оригінальний матеріал, написаний Metallica, який не увійшов до альбому «Kill 'Em All». Пісні «Ride the Lightning» і «When Hell Freezes Over» (пізніше перейменована на «The Call of Ktulu») були написані у співавторстві з Дейвом Мастейном. «Fight Fire with Fire» і «Ride the Lightning» були змінені в порівнянні з їх оригінальними версіями завдяки участі Кліффа Бертона. Всі чотири пісні увійшли до другого студійного альбому гурту Ride the Lightning. Чотири демо для Ride the Lightning були записані за рахунок європейського лейблу Metallica, Music for Nations, в той же час група записала версії «Seek & Destroy» і «Phantom Lord» для використання фальшивими «живими» бі-сайдами для синглів «Whiplash» і «Jump in the Fire». У 2005 році сім інших перезаписаних демо з'явилися на бутлегах. З усіх семи демо-записів, що з'явилися, лише «Trapped Under Ice» було підтверджено як офіційний демо-запис.
| Track listing | Track listing            | Track listing |
| #             | Назва                    | Тривалість    |
| ------------- | ------------------------ | ------------- |
| 1.            | «Fight Fire with Fire»   | 4:45          |
| 2.            | «Ride the Lightning»     | 6:24          |
| 3.            | «Creeping Death»         | 6:50          |
| 4.            | «When Hell Freezes Over» | 8:17          |
| 26:16         |                          |               |

Учасники Запису
- Джеймс Гетфілд — вокал, ритм-гітара
- Ларс Ульріх — ударні
- Кліфф Бертон — бас, бек-вокал
- Кірк Гемметт — соло-гітара

## Демоверсія альбомуMaster of Puppets
Демо Master of Puppets було записано 14 липня 1985 року, і по суті є більше репетицією, ніж демо. Демо включає п'ять пісень, які увійшли до третього студійного альбому Master of Puppets (1986)
| Track listing | Track listing                                      | Track listing |
| #             | Назва                                              | Тривалість    |
| ------------- | -------------------------------------------------- | ------------- |
| 1.            | «Battery» (Інструментал)                           | 5:23          |
| 2.            | «Battery»                                          | 4:43          |
| 3.            | «Disposable Heroes» (Інструментал)                 | 9:13          |
| 4.            | «Disposable Heroes»                                | 9:15          |
| 5.            | «Master of Puppets» (Інструментал)                 | 8:51          |
| 6.            | «Welcome Home (Sanitarium) / Orion» (Інструментал) | 9:38          |
| 7.            | «Welcome Home (Sanitarium) / Orion»                | 8:55          |
| 55:58         |                                                    |               |

Учасники Запису
- Джеймс Гетфілд — вокал, ритм-гітара; гітарне соло на «Master of Puppets» і «Welcome Home (Sanitarium)»
- Ларс Ульріх — ударні
- Кліфф Бертон — бас, бек-вокал
- Кірк Гемметт — соло-гітара

## Демоверсія альбому …And Justice for All
Демо-записи …And Justice for All були записані у 1987 році і включають ранні, коротші версії пісень, які пізніше увійшли до четвертого студійного альбому гурту, ...And Justice for All (1988). Це був перший демо-альбом гурту з Джейсоном Ньюстедом на бас-гітарі. Вступ до «Blackened» на демо є реверсною версією, на відміну від реверсної версії, яка з'явилася на …And Justice for All. «The Frayed Ends of Sanity» була записана з тарабарщиною замість більшості текстів (за винятком приспіву «Frayed ends of sanity/Hear them calling me»), хоча остаточна версія пісні містить текст. «Eye of the Beholder» має дві різні демо-версії, проте відмінностей між ними небагато, окрім часу виконання та деяких ліричних відмінностей, одна з яких включає імпровізований текст про те, що Джеймсу потрібно написати слова для пісні. Більшість демо-версій альбому не включають обидва дубля пісні.
 
| 1.  | «Blackened» (forward intro)        | 0:36 |
| 2.  | «Blackened»                        | 5:57 |
| 3.  | «…And Justice for All»             | 8:14 |
| 4.  | «Eye of the Beholder»              | 6:18 |
| 5.  | «One»                              | 7:00 |
| 6.  | «The Shortest Straw»               | 6:28 |
| 7.  | «Harvester of Sorrow»              | 5:37 |
| 8.  | «The Frayed Ends of Sanity»        | 7:30 |
| 9.  | «To Live Is to Die» (instrumental) | 9:57 |
| 10. | «Dyers Eve»                        | 5:35 |

## Демоверсія версія альбомуMetallica
Демо-записи однойменного п'ятого альбому Metallica були зроблені Джеймсом і Ларсом 13 серпня 1990 року в домашній студії Ларса «The Dungeon». Чотири пісні з цієї сесії пізніше були випущені як бі-сайди на різних синглах альбому. Всупереч поширеній думці, демо «The Unforgiven» не було записано під час цієї сесії, оскільки пісня ще не була закінчена. Версія Holier Than Thou, яка з'явилася на синглі Enter Sandman, також не була записана на цій сесії.
| Track listing | Track listing          | Track listing |
| #             | Назва                  | Тривалість    |
| ------------- | ---------------------- | ------------- |
| 1.            | «Enter Sandman»        | 5:05          |
| 2.            | «Sad but True»         | 4:54          |
| 3.            | «Don’t Tread on Me»    | 3:59          |
| 4.            | «Nothing Else Matters» | 5:55          |
| 5.            | «Holier Than Thou»     | 3:49          |
| 6.            | «Wherever I May Roam»  | 5:35          |
| 7.            | «The Struggle Within»  | 3:46          |
| 33:05         |                        |               |

Учасники Запису
- Джеймс Гетфілд — вокал, ритм-гітара, соло-гітара, бас-гітара
- Ларс Ульріх — ударні

## Демоверсія альбому LoadтаReload
Багато пісень, які згодом з'являться на альбомах Load і Reload, були записані Хетфілдом і Ульріхом у вигляді демо-записів між зимою 1994 і весною 1995 року в домашній студії Ульріха, «The Dungeon». Значна частина записаних треків була випущена на єдиному релізі MetClub Fan Can III, в той час як інші пісні увійшли до різних синглів з обох альбомів. Більшість пісень були випущені під робочими назвами, на відміну від їхніх остаточних назв, які з'являються на кожному альбомі.

### Fan Can III
| Track listing | Track listing                  | Track listing |
| #             | Назва                          | Тривалість    |
| ------------- | ------------------------------ | ------------- |
| 1.            | «Load» (King Nothing)          | 5:50          |
| 2.            | «Devil Dance» (Devil's Dance)  | 4:46          |
| 3.            | «Streamline» (Wasting My Hate) | 4:20          |
| 4.            | «Bleeding Me»                  | 8:36          |
| 5.            | «Bitch» (Ain’t My Bitch)       | 5:31          |
| 6.            | «Fixer» (Fixxxer)              | 5:57          |
| 7.            | «Mine Eyes» (Low Man's Lyric)  | 7:58          |
| 8.            | «Skimpy» (Carpe Diem Baby)     | 6:24          |
| 9.            | «Unforgiven II»                | 7:14          |
| 10.           | «Outlaw» (The Outlaw Torn)     | 9:18          |
| 11.           | «Memory» (The Memory Remains)  | 6:44          |
| 12.           | «Fuel»                         | 4:25          |
| 77:03         |                                |               |

## The Presidio (Демозапис)
Це колекція демо-записів гурту Metallica, зроблених під час створення альбому St. Anger, які не були використані в готовому альбомі, хоча деякі рифи були використані в інших піснях, які часто описують як такі, що випромінюють темні, зловісні, злі або навіть психоделічні вібрації.
Це демо відоме своїми сирими, злими, гаражними і злими звуками, викликаними почуттями і проблемами, які переживав гурт у той час.
Загальний процес написання і запису відбувався приблизно в 2001 році, перед тим, як деякі учасники вирішили взяти паузу, особливо Джеймс, у зв'язку з проходженням реабілітації, через деякий час, коли Джеймс закінчив реабілітацію, група продовжила роботу над альбомом, але цього разу група вирішила не використовувати весь матеріал презідіо, деякі рифи в кінцевому підсумку перетворилися в інші пісні або були використані в майбутніх альбомах.
Про існування демо-записів презідіо не було б відомо, якби не було знято документальний фільм "Some Kind Of Monster". Всі демо-записи та музичні фрагменти взяті безпосередньо з нього.
| Список композицій | Список композицій       | Список композицій |
| #                 | Назва                   | Тривалість        |
| ----------------- | ----------------------- | ----------------- |
| 1.                | «Echo Chamber»          |                   |
| 2.                | «Dead Kennedy Rolls»    |                   |
| 3.                | «Unbridled»             |                   |
| 4.                | «The Boogeyman»         |                   |
| 5.                | «Ain't Asked No More»   |                   |
| 6.                | «Temptation»            |                   |
| 7.                | «Surfing the Zeitgeist» |                   |
| 8.                | «More Than This»        |                   |
| 9.                | «Shadow of the Cross»   |                   |

Учасники Запису
- Джеймс Гетфілд — вокал,гітара
- Ларс Ульріх — ударні
- Боб Рок — бас
- Кірк Гемметт — соло-гітара

## Демоверсія альбому Demo Magnetic
Дев'ятий студійний альбом Metallica, Death Magnetic, всі пісні якого були випущені у вигляді демо-записів, зроблених між листопадом 2005 і січнем 2007 року. Демо були включені на бонусний диск під назвою Demo Magnetic, випущений разом з іншою "особливою" версією Death Magnetic. Порядок треків залишився незмінним, однак у трек-листі використовуються ранні назви замість остаточних. Всі композції були написані учасниками гурту Metallica, а всі інші тексти були написані самим Джеймсом Хетфілдом. Це перший демо-альбом гурту, на якому на бас-гітарі грав Роберт Трухільйо.
| Список композицій | Список композицій                           | Список композицій |
| #                 | Назва                                       | Тривалість        |
| ----------------- | ------------------------------------------- | ----------------- |
| 1.                | «Hi Guy» (That Was Just Your Life)          | 7:11              |
| 2.                | «Neinteen» (The End of the Line)            | 7:35              |
| 3.                | «Black Squirrel» (Broken, Beat & Scarred)   | 6:13              |
| 4.                | «Casper» (The Day That Never Comes)         | 8:15              |
| 5.                | «Flamingo» (All Nightmare Long)             | 7:59              |
| 6.                | «German Soup» (Cyanide)                     | 6:32              |
| 7.                | «UN3» (The Unforgiven III)                  | 7:51              |
| 8.                | «Gymbag» (The Judas Kiss)                   | 7:56              |
| 9.                | «K2LU» (Suicide & Redemption; instrumental) | 9:31              |
| 10.               | «Ten» (My Apocalypse)                       | 5:19              |
| 74:22             |                                             |                   |

### Поодинокі випуски
| Track listing | Track listing                                           | Track listing |
| #             | Назва                                                   | Тривалість    |
| ------------- | ------------------------------------------------------- | ------------- |
| 1.            | «F.O.B.D.» (B-сторона доUntil It Sleeps сингла)         | 4:56          |
| 2.            | «Mouldy» (B-сторона до Hero of the Day сингла)          | 5:22          |
| 3.            | «The Story So Far» (B-сторона до Mama Said сингла)      | 6:52          |
| 4.            | «Fuel for Fire» (B-сторона доThe Memory Remains сингла) | 4:41          |
| 21:51         |                                                         |               |

Учаснии Запису
- Джеймс Гетфілд — вокал, ритм-гітара; гітарні соло на «K2LU»; клавіатури на «UN3»
- Ларс Ульріх — ударні; бек-вокал у «Тен»
- Кірк Гемметт — соло-гітара, бек-вокал
- Роберт Трухільо — бас, бек-вокал

## Список Літератури
1. 1 2 3  Metallica Demos. demos.metpage.org. Процитовано 10 серпня 2023.
2. ↑  Wayback Machine. web.archive.org. 24 вересня 2015. Архів оригіналу за 24 вересня 2015. Процитовано 10 серпня 2023. [Архівовано 2015-09-24 у Wayback Machine.]
3. ↑  Metallica audition tape Whiskey A-Go-Go 1982 No Remorse-Helpless (укр.), процитовано 10 серпня 2023
4. 1 2  Metallica Demo Tracks. web.archive.org. 3 травня 2012. Архів оригіналу за 3 травня 2012. Процитовано 10 серпня 2023.
5. ↑  Grow, Kory (3 березня 2015). Metallica Kick Off Reissue Project With Early Demo Tape. Rolling Stone (амер.). Процитовано 10 серпня 2023.
6. ↑  Encyclopaedia Metallum - Metallica - Metal Up Your Ass. web.archive.org. 8 вересня 2009. Архів оригіналу за 8 вересня 2009. Процитовано 10 серпня 2023. [Архівовано 2010-11-23 у Wayback Machine.]
7. ↑  Metallica (The Black Album) Remastered - Deluxe Box Set | Metallica.com. www.metallica.com (англ.). Процитовано 10 серпня 2023.